# Langhorns
Langhorns – szwedzki zespół grający instrumentalny surf rock. Grupa pochodzi z Lund.
Jak dotąd zespół wydał trzy płyty długogrające. Albumy zespołu wydaje niezależna szwedzka wytwórnia Bad Taste Records. Piosenki zespołu pojawiły się w animowanym filmie SpongeBob Kanciastoporty oraz w serialu Seks w wielkim mieście. Zespół silnie inspiruje gitarzysta Dick Dale oraz muzyka latynoska i bliskowschodnia, jazz, blues czy muzyka mariachi.

## Dyskografia
- Langhorns (1998)
- Club Gabardino (1999)
- Mission Exotica (2003)